# Arnaud De Lie
Arnaud De Lie (Libramont, 16 de marzo de 2002) es un ciclista profesional belga que compite con el equipo Lotto Cycling Team.

## Trayectoria
Tras competir en el equipo sub-23 del Lotto Soudal en 2021, en julio de ese mismo año se hizo oficial su salto al profesionalismo al año siguiente. Antes de que eso sucediera logró ganar dos etapas en el Tour de Alsacia, una, más la general, en la Vuelta a Bohemia Meridional y otra en el Circuito de las Ardenas.
Su primera carrera de la temporada 2022 fue la Challenge Ciclista a Mallorca y allí consiguió su primera victoria del año en el último trofeo. Acabó siendo uno de los ciclistas más destacados del equipo y terminó su primer año como profesional con nueve triunfos. En el segundo siguió aumentando su palmarés y logró su primera victoria en una prueba del UCI WorldTour, el Gran Premio de Quebec. Empezó 2024 con varias caídas y enfermedades, por lo que tras las primeras clásicas de adoquines renunció a participar en el Tour de Flandes y la París-Roubaix. A su regreso empezó a acumular victorias y en junio se proclamó campeón nacional antes de disputar por primera vez el Tour de Francia.

## Palmarés
| 2021 - Omloop Het Nieuwsblad sub-23 - 2 etapas del Tour de Alsacia - Vuelta a Bohemia Meridional, más 1 etapa - 1 etapa del Circuito de las Ardenas 2022 - Trofeo Playa de Palma-Palma - Gran Premio Jean-Pierre Monseré - Volta Limburg Classic - Clásica Marcel Kint - Flecha de Heist - Tour de Limburgo - 1 etapa del Tour de Valonia - Schaal Sels - Egmont Cycling Race 2023 - Gran Premio Valencia - 2 etapas de la Estrella de Bessèges - Gran Premio de Morbihan - 1 etapa del Tour de Valonia - Polynormande - Tour de Lovaina-Memorial Jef Scherens - Gran Premio de Quebec - Circuito Franco-Belga - Famenne Ardenne Classic | 2024 - Famenne Ardenne Classic - Tro Bro Leon - Circuito de Valonia - Campeonato de Bélgica en Ruta - Vuelta a Dinamarca - 1 etapa del Renewi Tour - Binche-Chimay-Binche 2025 - 1 etapa de la Estrella de Bessèges |

## Resultados

### Grandes Vueltas
| Carrera | Carrera         | 2022 | 2023 | 2024  | 2025  |
| ------- | --------------- | ---- | ---- | ----- | ----- |
|         | Giro de Italia  | —    | —    | —     | —     |
|         | Tour de Francia | —    | —    | 119.º | 142.º |
|         | Vuelta a España | —    | —    | —     | —     |

### Clásicas y Campeonatos
| Carrera                 | Carrera                 | 2022 | 2023 | 2024 | 2025 |
| ----------------------- | ----------------------- | ---- | ---- | ---- | ---- |
| Omloop Het Nieuwsblad   | Omloop Het Nieuwsblad   | —    | 2.º  | 10.º | 86.º |
| Kuurne-Bruselas-Kuurne  | Kuurne-Bruselas-Kuurne  | 92.º | 7.º  | —    | —    |
|                         | Milán-San Remo          | —    | 95.º | —    | —    |
| E3 Saxo Classic         | E3 Saxo Classic         | —    | —    | 51.º | —    |
| Gante-Wevelgem          | Gante-Wevelgem          | 48.º | 42.º | 90.º | Ab.  |
| A Través de Flandes     | A Través de Flandes     | Ab.  | 6.º  | —    | —    |
| Scheldeprijs            | Scheldeprijs            | 14.º | —    | —    | —    |
|                         | París-Roubaix           | —    | 50.º | —    | —    |
| Flecha Brabanzona       | Flecha Brabanzona       | —    | 7.º  | —    | —    |
| Cyclassics Hamburg      | Cyclassics Hamburg      | —    | 7.º  | 21.º |      |
| Bretagne Classic        | Bretagne Classic        | 4.º  | 55.º | 4.º  |      |
| Gran Premio de Quebec   | Gran Premio de Quebec   | —    | 1.º  | 13.º |      |
| Gran Premio de Montreal | Gran Premio de Montreal | —    | 34.º | Ab.  |      |
| París-Tours             | París-Tours             | Ab.  | Ab.  | 7.º  |      |
| Europeo en Ruta         | Europeo en Ruta         | —    | 4.º  | —    |      |
| Bélgica en Ruta         | Bélgica en Ruta         | 6.º  | 57.º | 1.º  | 75.º |

—: no participa
Ab.: abandono

## Equipos
- Lotto (2022-)
  - Lotto Soudal (2022)
  - Lotto Dstny (2023-2024)
  - Lotto Cycling Team (2025-)